# جيمي نيوترون: الفتى العبقري (فلم)
جيمي نيوترون: الفتى العبقري (بالإنجليزية: Jimmy Neutron: Boy Genius) هو فيلم رسوم متحركة أمريكي من إخراج جون ديفيس وتم إصداره في عام 2001.

## طاقم التمثيل
- ديبي ديريبيري
- باتريك ستيوارت
- كارولين لورانس
- روب بولسن
- جيفري غارسيا
- موازين الكريستال
- مارتن شورت
- فرانك ويلكر
- كاندي ميلو
- ميجان كافاناه
- كارلوس ألازراكوي
- كيمبرلي بروكس

## التقييم
تلقى الفيلم نسبة تأييد 74% من المراجعات على موقع الطماطم الفاسدة بناءً على 76 مراجعة نقدية، مع متوسط تقييم 10/2.9. على ميتاكريتيك حصل الفيلم على متوسط تقييم 100/65 بناءً على 21 مراجعة، مشيرا إلى ردود فعل متباينة أو متوسطة.

## وصلات خارجية
- جيمي نيوترون: الفتى العبقري على موقع IMDb (الإنجليزية)
- جيمي نيوترون: الفتى العبقري على موقع ميتاكريتيك (الإنجليزية)
- جيمي نيوترون: الفتى العبقري على موقع روتن توميتوز (الإنجليزية)
- جيمي نيوترون: الفتى العبقري على موقع نتفليكس (الإنجليزية)
- جيمي نيوترون: الفتى العبقري على موقع قاعدة بيانات الأفلام العربية
- جيمي نيوترون: الفتى العبقري على موقع ألو سيني (الفرنسية)
- جيمي نيوترون: الفتى العبقري على موقع Turner Classic Movies (الإنجليزية)
- جيمي نيوترون: الفتى العبقري على موقع أول موفي (الإنجليزية)
- جيمي نيوترون: الفتى العبقري على موقع بوكس أوفيس موجو (الإنجليزية)
- جيمي نيوترون: الفتى العبقري على موقع فيلمافينيتي (الإسبانية)